# Olive Indijanci
Olive, indijanski narod iz južnog Tamaulipasa u Meksiku čije jezično porijeklo nije točno utvrđeno. Olive su porijeklom negdje sa sjevera, u unutrašnjosti Teksasa, odakle su ih Španjolci u kolonijalno doba doveli i naselili u južnom Tamaulipasu. Manuel Orozco y Berra locira ih u "Horcasitas," u blizini misije San Francisco Xavier. Prema američkom etnologu Cyrus Thomasu (u  'Indian Languages of Mexico and Central America and Their Geographical Distribution' ) koji se poziva na autoritet Orozco y Berre oni su emigranti iz "Floride," regije između Rio Grande i attlantske obale. Swantom je mišljenja da bi mogli pripadati porodici Coahuiltecan ili Karankawan, ili su pak pripadnici izolirane porodice Olivean. Jezik olive je nestao. Njihovo vlastito plemensko ime je nepoznato.

## Vanjske poveznice
- Olive  Arhivirana inačica izvorne stranice od 15. veljače 2008. (Wayback Machine)